# Штырски, Йиндржих
Йинджих Штирски (чеш. Jindřich Štyrský, 11 августа 1899, Долни Чермна, Пардубицкий край  – 21 марта 1942, Прага) – чешский художник и  фотограф-сюрреалист, писатель, художественный критик, теоретик искусства, представитель восточноевропейского и международного авангарда.

## Биография
Родился в Дольни Чермна в 1899 году, где провёл детство. Смерть его сводной сестры в 1905 году, с которой у него были очень крепкие отношения, сильно повлияла на его дальнейшую жизнь и художественное творчество. Сначала он учился в Градец-Кралове, затем в Академии художеств в Праге. Вместе с Марией Черминовой (Туайен) и Йозефом Шимой с 1923 входил в группу «Деветсил», в 1925—1928 выставлялся в Париже. В 1928—1929 руководил авангардным Свободным театром в Праге. Издавал журналы «Эротическое обозрение» и «Одеон». В 1932—1942 — член авангардного художественного объединения «Манес», с 1934,  вместе с Витезславом Незвалом, Карелом Тейге и Туайен, — член Чешской сюрреалистической группы. Умер в 1942 году от пневмонии.

## Публикации на русском языке
- Эмилия и другие сны/ Пер. А.Бобракова// Митин журнал, №63, 2005, с.253-277
- Киноведческие записки, 2009, вып. 91

## Работы онлайн
- 1  (англ.)
- 2  (англ.)
- 3  (англ.)
- 4  (англ.)
- 5 Эмилия приходит ко мне во сне (рус.)